# Strepsichlora acutilunata
Strepsichlora acutilunata är en fjärilsart som beskrevs av W. Warren 1907. Strepsichlora acutilunata ingår i släktet Strepsichlora och familjen mätare. Inga underarter finns listade i Catalogue of Life.